# Venus von Tan-Tan

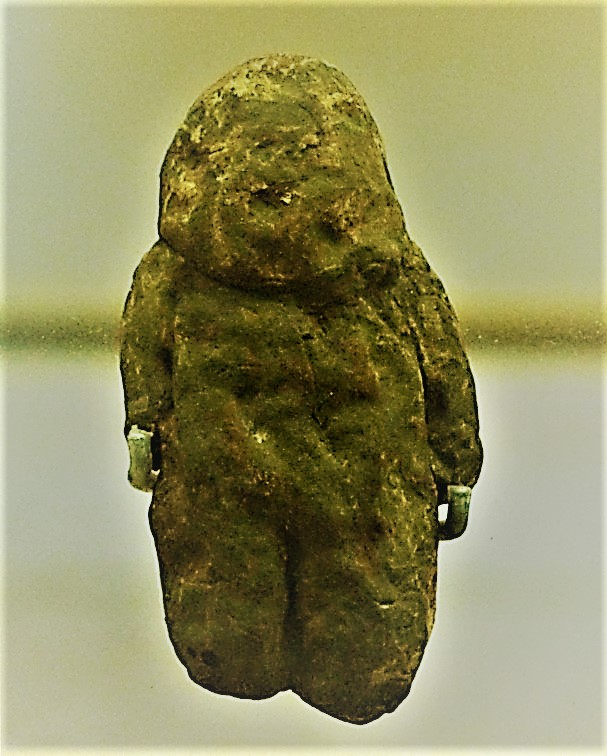
Replik der Venus von Tan Tan, Museo de la Evolucion Humana, Burgos (Spanien)

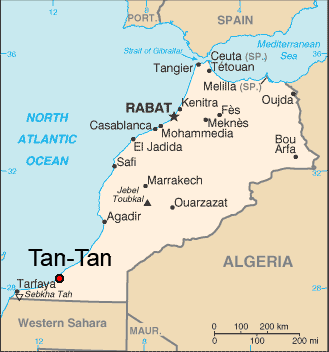
Lage des Fundortes Tan-Tan (Marokko)

Die Venus von Tan-Tan ist eine in Marokko gefundene Venusfigurine, deren artifizieller Charakter umstritten ist. Das Objekt ist etwa 6 cm groß. Der Fund wird auf ein Alter zwischen 300.000 und 500.000 Jahren geschätzt.
Die Venus von Tan-Tan und die ebenfalls sehr alte Venus von Berekhat Ram sind die ältesten bekannten Funde von menschenähnlich geformten Figuren. Für beide Objekte ist nicht eindeutig geklärt, ob sie tatsächlich als Skulpturen konzipiert wurden oder eher als Naturspiele (Geofakte) anzusehen sind. In der wissenschaftlichen Gemeinschaft herrscht hierzu eine Kontroverse. Robert G. Bednarik verwendet die Bezeichnung „proto-figurine“ (Proto-Figurine).

## Material
Die Venus von Tan-Tan besteht aus Quarzit, es fanden sich daran Spuren von rotem Ocker, die auf eine der ersten nachgewiesenen Bearbeitungen mit Pigmenten durch Menschen hindeuten.

## Fund
Die Proto-Figurine wurde 1999 durch den hessischen Landesarchäologen Lutz Fiedler während einer Expedition südlich der marokkanischen Stadt Tan-Tan entdeckt und nach dieser Stadt benannt. Die Venus fand sich in den Ablagerungen einer Flussterrasse auf der Nordseite des Wadi Draa.

## Kontroverse
Ähnlich wie der Fund von Berekhat Ram ist das Alter des Objekts wesentlich höher als das aller anerkannten Kleinkunstwerke des Paläolithikums. Die im Aurignacien und Gravettien meist sehr ausgeprägten weiblichen Merkmale der Figurinen fehlen hier. Über die Natur der Figur und ihre Entstehung gibt es unterschiedliche Ansichten: Der Entdecker und andere, wie z. B. Robert G. Bednarik, sehen eine menschenähnliche Grundfigur, die durch einige wenige Ritzungen mit Steinwerkzeugen akzentuiert wurde. Farbige Reste werden als künstlich, das heißt bewusst aufgebrachte hellrote Farbpigmente gedeutet, die die menschenähnliche Figur betonen. Für andere Forscher, etwa Stanley Ambrose von der University of Illinois, Urbana-Champaign, ist die Venus von Tan-Tan lediglich das zufällige Ergebnis natürlicher geologischer Bedingungen.